# 유홍 (고밀애왕)
고밀애왕 유홍(高密哀王 劉弘, ? ~ 기원전 66년? 65년?)은 중국 전한의 황족이자 제후왕으로, 교서나라의 후신인 고밀나라의 초대 왕이다. 무제의 손자로 광릉여왕 유서의 작은아들이다.

## 생애
무제 사후 전한 황실은 광릉여왕에게 많은 상을 내렸는데, 선제가 즉위하면서 본시 원년(기원전 73년)에 모반 혐의로 왕위를 빼앗긴 유홍의 백부 연날왕의 태자 유건을 광양왕으로 봉하고 유홍의 네 형들을 후작으로 봉함과 함께 유홍을 고밀왕으로 봉했다. 고밀애왕 8년(기원전 66년) 혹은 9년(기원전 65년)에 죽어 아들 고밀경왕 유장이 계승했다.

## 가계
- 광릉여왕 유서
  - 고밀애왕 유홍
    - 고밀경왕 유장
    - 교향경후 유한

교향경후는 초원 원년(기원전 48년) 3월 정사일에 봉해져 낭야군에서 740호를 받았다.